# Кэтрин, принцесса Уэльская
Кэ́трин, принцесса Уэльская (англ. Catherine, Princess of Wales; в девичестве Кэ́трин Эли́забет Миддлтон (англ. Catherine Elizabeth Middleton); род. 9 января 1982, Рединг) — супруга наследника британского престола принца Уэльского Уильяма. После свадьбы получила официальный титул Её королевское высочество герцогиня Кембриджская Кэтрин. В Шотландии она именовалась графиней Стратерн, в Северной Ирландии — баронессой Каррикфергус. После смерти королевы Елизаветы II 8 сентября 2022 года стала именоваться герцогиней Корнуолльской и Кембриджской, а 9 сентября — принцессой Уэльской.

## Биография

### Семья и детство
Кэтрин родилась 9 января 1982 года в городе Рединг в английском графстве Беркшир в семье Майкла Фрэнсиса Миддлтона (англ. Michael Francis Middleton; род. 23 июня 1949 года) и его супруги Кэрол Элизабет, урождённой Голдсмит (англ. Carole Elizabeth Middleton née Goldsmith; род. 31 января 1955 года).
Родители Кейт поженились 21 июня 1980 года в приходской церкви в местечке Дорни графства Бакингемшир. Они познакомились во время работы в гражданской авиации: Кэрол была стюардессой, Майкл — сотрудником по обеспечению полётов (позже он стал пилотом British Airways).
Мать Кейт, урождённая Голдсмит, родилась 31 января 1955 года. Слухи о том, что её родители, Рональд Голдсмит и Дороти Хэррисон, — евреи, не имеют под собой оснований. Предки семьи Хэррисон — представители рабочего класса. Они были шахтёрами в графстве Дарем.
Отец Кейт родился 23 июня 1949 года. Его семья происходит из Лидса, графство Уэст-Йоркшир. Прабабушка Кейт по отцовской линии, Оливия, принадлежала к роду Люптон, члены которого славились коммерческой деятельностью и работой в городских службах. По бабушкиной линии Кейт является родственницей Томаса Дэвиса, известного автора церковных гимнов англиканской церкви.
В семье Миддлтон трое детей: Кейт, Филиппа Шарлотта (Пиппа) и Джеймс Уильям. Кейт — старшая из них.
В мае 1984 года, когда Кейт было два года, она вместе с семьей переехала в столицу Иордании, куда перевели работать её отца. Там Миддлтоны прожили до сентября 1986 года. Когда Кейт исполнилось три года, она стала посещать в Аммане английский детский сад.
В 1987 году Миддлтоны основали компанию посылочной торговли «Party Pieces», которая успешно развивалась на британском рынке и сделала их миллионерами. Семья обосновалась в собственном доме в деревне Баклбери в Беркшире.
По возвращении в Беркшир поступила в школу Сент-Эндрюс в деревне Пангборн в графстве Беркшир, где проучилась до 1995 года.

### Образование
После этого будущая герцогиня перешла в колледж Марлборо, частное учебное заведение в графстве Уилтшир, где обучение проводится совместно. По окончании колледжа на получение сертификата об общем образовании второго уровня сложности она сдала экзамены по курсам химии, биологии и искусства. В колледже Кейт играла в теннис, хоккей и нетбол, занималась лёгкой атлетикой — в частности, прыжками в высоту. Во время учёбы в колледже Мальборо Кейт также окончила программу герцога Эдинбургского самого высокого уровня — золотого (Duke of Edinburgh Gold Award).
Окончив колледж в 2000 году, Кейт не стала поступать в университет, устроив годовой перерыв от учёбы. В течение этого года она побывала в двух странах — в Италии, где училась во Флорентийском Британском институте, и в Чили, где участвовала в программе благотворительной организации Raleigh International. Кроме того, Кейт успела совершить небольшой круиз по проливу Солент.
В 2001 году Кейт поступила в престижный Сент-Эндрюсский университет в шотландской области Файф, где познакомилась с принцем Уильямом.
Во время учёбы продолжала заниматься спортом, в частности играла в хоккей за университетскую команду, и продолжала участвовать в благотворительных мероприятиях. В 2002 году, например, она продефилировала на благотворительном показе в университете шотландского Сент-Эндрюса в прозрачном платье, которое было продано на лондонском аукционе за 104 тыс. долларов (65 тыс. фунтов).
Кейт окончила университет без троек, получив в 2005 году диплом бакалавра с отличием второй степени по специальности «история искусств». После этого она стала работать в компании Party Pieces, которую в 1987 году основали её родители. Фирма Миддлтонов занимается доставкой по почте товаров к проведению различных праздников. В 2008 году в рамках работы в компании Кейт запустила проект «Первые дни рождения». В семейном бизнесе Кейт занималась дизайном каталогов, съёмками продукции и проведением маркетинговой кампании.
Наряду с этим в ноябре 2006 года она стала работать неполный рабочий день в отделе закупок сети магазинов «Jigsaw» в Лондоне. Год спустя пресса написала, что Кейт намерена уйти с работы в «Jigsaw» и начать карьеру профессионального фотографа. Несколько месяцев спустя даже было объявлено, что она планирует брать частные уроки у Марио Тестино, фотографа, сделавшего несколько известных снимков принцессы Дианы и её сыновей. Впрочем, сам фотограф эту информацию отрицал. В СМИ отмечалось, что с Тестино Кейт познакомил принц Уильям.

### Отношения с принцем Уильямом
Во время учёбы в Сент-Эндрюсском университете в Шотландии Кейт познакомилась с принцем Уильямом, старшим сыном Чарльза, принца Уэльского. С 2002 года Кейт и Уильям, будучи уже друзьями, снимали для жилья дом в Файфе, а с 2003 года — загородный коттедж. К этому же времени относится и начало их романтических отношений. Во время студенческих каникул принц Уильям и Кейт несколько раз путешествовали вместе, а в 2003 году девушка была в числе небольшого количества близких друзей приглашена на двадцать первый день рождения принца.
В 2005 году все британские и мировые таблоиды написали о Кейт как о новой подруге принца Уильяма. Их совместное фото, которое было сделано во время одной из экскурсий, украсило первые полосы ведущих изданий мира. Впоследствии Миддлтон обратилась к адвокату в связи с постоянным вмешательством в её личную жизнь и преследованием журналистов. В университете пара вместе изучала историю искусств, но позднее принц Уильям сменил специализацию на географию. По некоторым сведениям, Кейт убедила принца Уильяма продолжить учёбу, когда он хотел отчислиться с первого курса. По другой версии, Уильям остался в университете благодаря уговорам его отца, принца Чарльза.
В 2005 году Кейт окончила Сент-Эндрюсский университет со степенью бакалавра и всё чаще появлялась на публике с принцем. Тогда же появились слухи об их скорой помолвке. Но Уильям начал учёбу в Королевской военной академии в Сандхерсте, а Кейт пригласили на работу в отдел закупок сети магазинов одежды «Jigsaw». С этого времени она проживала в лондонском районе Челси.
Получив неофициальный статус подруги принца, Миддлтон стала часто появляться на мероприятиях с участием королевской семьи. 15 декабря 2006 года Кейт с родителями была приглашена на торжественную выпускную церемонию в Королевской военной академии Сандхерст, которую окончил принц Уильям, и на которой также присутствовала королева Елизавета II и члены королевской семьи.
В 2007 году принц Уильям отправился в учебный военный лагерь в графстве Дорсет, а Кейт осталась жить в Лондоне. Данные обстоятельства, а также растущее давление на Кейт со стороны журналистов называли в числе возможных причин расставания Кейт и Уильяма, о котором было объявлено в апреле 2007 года.
Летом 2007 года СМИ сообщали о вероятном возобновлении романа Кейт и принца Уильяма, так как в июне они вместе побывали на вечеринке, организованной в военной части, где служил принц. В июле Кейт вместе с Уильямом посетила торжественный концерт памяти принцессы Дианы, хотя официальные источники слухи о воссоединении пары не подтверждали. Впоследствии указывалось, что принц Уильям и Кейт приняли решение возобновить отношения в августе 2007 года.

16 ноября 2010 года Кларенс-хаус объявил о помолвке принца Уильяма с Кейт Миддлтон. 23 ноября 2010 года в 11:00 была объявлена дата свадьбы.

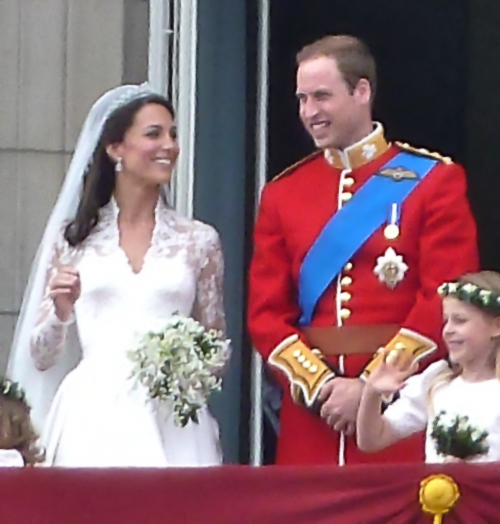
Кадр из съёмки свадьбы Кэтрин и принца Уильяма

29 апреля 2011 года Кэтрин вышла замуж за внука британской королевы Елизаветы II и второго в очереди на британский престол, принца Уильяма. Венчание состоялось в Вестминстерском аббатстве в Лондоне, на которое было приглашено 1900 человек, среди которых были близкие друзья, знаменитости и политики. Королевой Великобритании Елизаветой II молодой чете пожалован титул герцога и герцогини Кембриджских.
Для свадьбы Кейт Миддлтон заказала два свадебных платья (одно к церемонии венчания, второе — к свадебному ужину). Первое, ставшее главной интригой торжества, поразило всех модных экспертов. Невеста остановила свой выбор на наряде от британского бренда Alexander McQueen. Второе платье создал известный британский художник-модельер и стилист Брюс Олдфилд, ранее принимавший участие в разработке гардероба принцессы Дианы.
В почётный список гостей попали музыкант Элтон Джон, режиссёр Гай Ричи, футболист Дэвид Бекхэм с женой Викторией, актёр Роуэн Аткинсон.
Британская столица хорошо заработала на бракосочетании наследника британской короны принца Уильяма и Кейт Миддлтон. Расходы гостей столицы достигли 107 млн фунтов стерлингов (около 176,5 млн долларов), подсчитали аналитики PricewaterhouseCoopers.
В 2011 году также был снят фильм под названием «William & Kate», посвящённый отношениям и свадьбе принца Уильяма Уэльского и Кейт Миддлтон.

### Дети

#### Принц Джордж
3 декабря 2012 года официальный представитель королевского двора Великобритании заявил, что герцогиня Кембриджская беременна, находится в больнице короля Эдварда VII в Центральном Лондоне с симптомами токсикоза и пробудет там ещё несколько дней. 22 июля 2013 года в 16:24 по местному времени у неё родился сын — Джордж Александр Луи, принц Кембриджский. Вес новорождённого составил 3,798 кг. Джордж занимает второе место в очереди на престол после отца.

#### Принцесса Шарлотта
8 сентября 2014 года официальный представитель королевского двора подтвердил сведения о второй беременности герцогини Кембриджской. 2 мая 2015 года в 08:34 по местному времени на свет появился второй ребёнок четы — Шарлотта Елизавета Диана (англ. Charlotte Elizabeth Diana). Вес ребёнка составил 8 фунтов 3 унции (3,713 кг). Девочка получила титул Её королевское высочество принцесса Шарлотта Кембриджская. Сразу после рождения принцесса стала четвёртой в очереди на престол, после смерти своей прабабушки королевы Елизаветы II переместилась на третье место.

#### Принц Луи
4 сентября 2017 года представители Кенсингтонского дворца сообщили, что герцог и герцогиня находятся в ожидании третьего ребёнка. 23 апреля 2018 года в 11:01 по местному времени (13:01 по Москве) герцогиня родила сына. Вес новорождённого — 3,827 кг, что делает его самым крупным ребёнком для пары принца Уильяма и Кейт.
27 апреля 2018 года в 13:00 по местному времени на Twitter-аккаунте Кенсингтонского дворца появилась информация об имени ребёнка: Его Королевское Высочество принц Луи Артур Чарльз Кембриджский (англ. Louis Arthur Charles). Первое имя Луи (Людовик) новорождённый получил в честь Луиса Маунтбеттена — военачальника, дяди принца Филиппа. Имя Луи также является четвёртым именем его отца, герцога Кембриджского. Третье имя — Чарльз, новорождённый получил в честь его дедушки, принца Уэльского Чарльза. Луи занимает четвёртое место в очереди на британский престол после отца, старших брата и сестры.

### Состояние здоровья
С конца ноября 2023 года принцесса перестала принимать участие в публичных мероприятиях. 17 января 2024 года было сообщено, что она перенесла плановую операцию на брюшной полости, и, проведя в больнице для восстановления около двух недель, продолжила реабилитацию в домашних условиях. 22 марта 2024 года Кэтрин записала видеообращение, в котором сообщила, что у неё выявлено онкологическое заболевание и она проходит курс химиотерапии.
15 июня Кэтрин вместе с семьёй впервые появилась на публике, приняв участие в Празднике выноса знамени. Месяц спустя, 14 июля 2024 года, Миддлтон вместе с дочерью и сестрой посетила финал Уимблдона и вручила трофей победителю турнира среди мужчин Карлосу Алькарасу. Публика встретила её овациями.
9 сентября 2024 года Кенсингтонский дворец официально сообщил о том, что курс химиотерапии успешно завершён, и принцесса Уэльская возвращается к публичной жизни, хотя и в щадящем режиме во избежание рецидива.

## Титулы и обращения
- с 2011: Её королевское высочество герцогиня Кембриджская.
  - в Шотландии: Её королевское высочество графиня Стратерн.
  - в Северной Ирландии: Её королевское высочество баронесса Каррикфергус.
- с 2022: Её королевское высочество принцесса Уэльская, герцогиня Корнуолльская и Кембриджская, графиня Честер.
  - в Шотландии: Её королевское высочество герцогиня Ротсей, графиня Каррик и Стратерн, баронесса Ренфру.
  - в Северной Ирландии: Её королевское высочество принцесса Уэльская, герцогиня Корнуолльская, графиня Честер, баронесса Каррикфергус.

Полный титул (с 9 сентября 2022 года): Её Королевское Высочество Кэтрин, принцесса Уэльская, герцогиня Корнуольская, герцогиня Ротсей, герцогиня Кембриджская, графиня Честер, графиня Каррик, графиня Стратерн, баронесса Ренфру, баронесса Каррикфергюс.

## Герб
Кэтрин, как супруга члена королевской семьи, имеет собственный герб, основанный на гербе супруга и отца.

### Блазон
Щит рассечён — правая часть щит четверочастный, с серебряным трунирным воротником в главе и малым щитком в середине; в первой и четвёртой червлёных четвертях герб Англии: три золотые, лазоревые когтями и языком леопарда; во второй четверти, золотой с червлёною двойною внутреннею каймою, процветшею и противопроцветшею червлёными же лилиями, герб Шотландии: червлёный, лазоревый когтями и языком восстающий лев; в третьей лазоревой четверти герб Ирландии: золотая, серебряная струнами арфа; в рассечённом и пересечённом на золото и червлень щитке герб Уэльский: четыре переменно окрашенные, лазоревые когтями и языками леопарда; щиток увенчан короной принца Уэльского; левая часть рассечена на лазурь и червлень поверх которых золотое стропило, обрамлённое сверху и снизу узкими серебряными стропилами, и сопровождаемое тремя золотыми дубовыми желудями на ветке с двумя листами — два сверху и один снизу.
Вокруг щита символы Большого креста Королевского Викторианского ордена.
Щитодержатели: правый — британский, коронованный короной Принца Уэльского, лев c серебряным титлом (как в щите) на шее; левый — серебряная лань с золотыми копытами с открытой королевской короной на шее.
Щит коронован короной Принца Уэльского.

## Награды
- Медаль Бриллиантового юбилея королевы Елизаветы II (6 февраля 2012)
- Орден Заслуг (Тувалу, 1 октября 2016)[25]
- Королевский семейный орден королевы Елизаветы II (5 декабря 2017)
- Дама Большого Креста Королевского Викторианского ордена (29 апреля 2019)[26]
- Медаль Платинового юбилея королевы Елизаветы II (6 февраля 2022)
- Коронационная медаль короля Карла III (6 мая 2023)
- Орден Кавалеров Почёта (23 апреля 2024)[27]
- Королевский семейный орден короля Карла III (8 июля 2025)

## Киновоплощения
- 2023 — «Корона» — Мэг Беллами[28]
- 2023 — «Корона» — Элла Брайт[29]